# Miltinus minutus
Miltinus minutus är en tvåvingeart som beskrevs av M. Josephine Mackerras 1928. Miltinus minutus ingår i släktet Miltinus och familjen Mydidae. Inga underarter finns listade i Catalogue of Life.